# Lasianthus blumeanus
Lasianthus blumeanus är en måreväxtart som beskrevs av Robert Wight. Lasianthus blumeanus ingår i släktet Lasianthus och familjen måreväxter. Inga underarter finns listade i Catalogue of Life.